# Архиепархия Алеппо (армяно-католическая)
Архиепархия Алеппо (лат.  Archieparchia Berytensis Armenorum) — архиепархия Армянской католической церкви с центром в городе Алеппо, Сирия. Кафедральным собором архиепархии Алеппо является церковь Пресвятой Богородицы. Распространяет свою юрисдикцию на всю территорию Сирии.
В настоящее время епископом архиепархии является Бутрос Мараяти.

## История
История архиепархии непосредственно связана с именем Авраама Ардзивяна, которого рукоположил в епископа Армянской апостольской церкви киликийский католикос Гукас I Аджапахян. Рукоположение Аврама Ардзиняна состоялось в храме во имя 40 мучеников в Алеппо. Аврам Ардзивян позднее вошёл в общение со Святым Престолом и в 1740 году стал первым патриархом Армянской католической церкви.
В 1840 году в Алеппо была построена церковь Пресвятой Девы Марии (известна также как церковь святой Риты), которая в конце XIX века стала кафедральным собором архиепархии. В 1710 году Римский папа Климент XI учредил епархию Алеепо для верующих армянского обряда, проживавших в этом городе. 3 февраля 1899 года Римский папа Лев XIII учредил архиепархию Алеппо. С 1992 года архиепископ Алеппо также является администратором епархии Камихлие. В настоящее время архиепархия Алеепо находится в непосредственном управлении армянского киликийского патриарха и входит в состав церковной провинции Патриархата Киликии Армянской.
9 января 2015 года во время Гражданской войны кафедральный собор Пресвятой Девы Марии пострадал от террористического акта.
Архиепархия издаёт журнал на французском языке «l’Evêché Arménien Catholique», который выходит с 1953 года трижды в год. 2000 экземпляров этого журнала выходит на арабском языке.
В Алеппо действуют один мужской монастырь мхитаристов (район Ахрафие), два монашеских дома сестёр Непорочного Зачатия Пресвятой Девы Марии (в районах Джебель эль-Нахр и Мейдан) и один монашеский дом армянских сестёр Непорочного Зачатия Пресвятой Девы Марии (в районе Азизие). Архиепархия имеет в Алеппо собственную начальную семинарию во имя Пресвятой Девы Марии Бзоммар, которая находится в городском районе Мейдан.

## Статистика
На территории Архиепархии действуют в настоящее время 6 приходов (пять приходов в Алеппо и один — в городе Эр-Ракка). Согласно ватиканскому справочнику Annuario Pontificio от 2013 года численность архиепархии составляла в 1959 году 12.900 человек и в конце 2012 года — 18 тысяч прихожан. В 2012 году в архиепархии служило десять епархиальных священника, два монашествующих священника, два монаха и семь монахин. В 2012 году на одного священника было 1500 прихожан.
Храмы
1. Кафедральный собор Пресвятой Богородицы в Алеппо. Построен в 1840 году.
2. Церковь Святейшего Спасителя и Святой Барбары в Алеппо, квартал Сулемание. Построена в 1925 году. Первоначально была орденским храмом иезуитов, в 1937 году передана под епархиальное управление.
3. Церковь Пресвятой Троицы в городе Алеппо, квартал Мейдан. Освящена 13 июня 1965 года.
4. Церковь святого Креста в городе Алеппо, квартал Уруба. Освящена 24 апреля 1993 года.
5. Церковь Благовещения в городе Алеппо, квартал Шейха Махсуда. Построена в 1942 году. Первоначально была освящена во имя Непорочного Зачатия Пресвятой Девы Марии. В 2000 году освящена во имя Благовещения Господня.
6. Часовня Воскресения Господня на кладбище имени Шейха Махсуда. Построена в 1934 году.
7. Церковь Успения Пресвятой Богородицы в городе Кесаб. Построена францисканцами в 1890 году.
8. Церковь святых мучеников в городе Ракка. Построена в 1978 году.

Монастыри
1. Два женских монастыря армянских сестёр Непорочного Зачатия Пресвятой Девы Марии в городе Алеппо.
2. Мужской монастырь святого Вартананца мхитаристов, построенный в 1935 году иезуитами.

## Архиепископы
- Аврам Ардзивян (1701—1740), назначен патриархом Киликии;
- Хагоп Ховсепян (1740—1749), назначен патриархом Киликии;
- Микаэл Каспарян (? — 1753), назначен патриархом Киликии;
- Каприэл Гадрул-Авдикян (1870 — 17.11.1810);
  - Sede vacante (1810—1823);
- Каприэл Худейд (10.01.1823 — 1823);
- Авраам Купелян (20.07.1823 — 15.07.1832);
- Парсек Айвазян (4.02.1838 — 2.01.1860);
- Григор Балитян (2.02.1861 — 26.12.1897);
- Аведис Туркян (2.03.1899 — 20.08.1900);
- Августин Сайеджян (6.07.1902 — 1.10.1926);
- Георгий Кортикян (31.01.1928 — 1.08.1933);
- Григорий Хиндие (10.08.1933 — 10.05.1952);
- Людовик Батанян (6.12.1952 — 25.04.1959);
- Георгий Лайек (13.08.1959 — 15.04.1983);
- Иосиф Басмадян (4.07.1984 — 11.12.1988);
- Бутрос Мараяти (с 21 августа 1989 года — по настоящее время).